# Gwer East
Gwer East è una delle ventitré aree a governo locale (local government areas) in cui è suddiviso lo Stato di Benue, nella Repubblica Federale della Nigeria. Si estende su una superficie di 2.294 km² e conta una popolazione di 163.647 abitanti.